# Trochosa unmunsanensis
Trochosa unmunsanensis este o specie de păianjeni din genul Trochosa, familia Lycosidae, descrisă de Paik, 1994. Conform Catalogue of Life specia Trochosa unmunsanensis nu are subspecii cunoscute.